# Lew Borowicz
Lew Aleksandrowicz Borowicz, ros. Лев Александрович Борович (ur. 10 grudnia 1896 r. w Łodzi, zm. 25 sierpnia 1937 r.) – rosyjski rewolucjonista, radziecki funkcjonariusz służb specjalnych
Urodził się pod nazwiskiem Rozental. W 1914 r. ukończył gimnazjum w Łodzi. W październiku 1916 r. wstąpił do Socjaldemokratycznej Partii Robotniczej Rosji. W 1917 r. ukończył szkołę techniczną w Baku. Pracował jako elektromechanik. We wrześniu 1918 r. wstąpił do nowo formowanych wojsk bolszewickich. Początkowo pełnił funkcję zastępcy do specjalnych poruczeń dowódcy 1 Batalionu Wartowniczego w Moskwie. Następnie służył w 2 Charkowskim Pułku Piechoty na Ukrainie. Dowodził plutonem. Doszedł do stopnia oficerskiego. W międzyczasie w 1919 r. wstąpił do Rosyjskiej Partii Komunistycznej (bolszewików). W 1920 r. ukończył oficerski kurs inżynieryjno-wojskowy w Moskwie, po czym zwerbował go Razwiedupr Frontu Zachodniego. Służył w strukturach Razwiedupra w Homlu. Zajmował się przerzucaniem agentów sowieckich do Polski. Następnie stanął na czele oddziału łączności Samodzielnego Batalionu Zapasowego w składzie Samodzielnej Brygady Specjalnego Przeznaczenia (zwanej też Brygadą Niemiecką) przy Rewolucyjnej Radzie Wojskowej Frontu Zachodniego. Następnie objął dowodzenie batalionu, a potem objął funkcję komisarza brygady. W styczniu 1921 r. przeniesiono go pod zwierzchnictwo Razwiedupra Sztabu Armii Czerwonej. Skierowany do Berlina, a następnie do Wiednia. Od maja 1924 r. był rezydentem Razwiedupra w Pradze, zaś od września tego roku zastępcą rezydenta w Warszawie. Od lutego 1925 r. pełnił funkcję kierownika sektoru 2 Oddziału Razwiedupra. W sierpniu tego roku stanął na czele 1 wydziału. Następnie był zastępcą szefa 2 Oddziału Razwiedupra. W 1927 r. ukończył kurs oficerski Razwiedupra. W październiku tego roku ponownie skierowano go do Austrii. Wyjeżdżał też do Niemiec i państw bałkańskich. Po powrocie do Moskwy został w lipcu 1930 r. funkcjonariuszem do specjalnych poruczeń przy zampredzie Najwyższej Rady Gospodarki Ludowej ZSRR Józefa Unszlichta. Następnie pełnił funkcję zastępcy szefa Fosfatnego Zarządu Wszechzwiązkowej Unii Przemysłu Chemicznego. W maju 1932 r. powrócił pod zwierzchnictwo Razwiedupra. Został sekretarzem Biura Informacji Międzynarodowej. Następnie był współpracownikiem sekretariatu technicznego Biura Organizacyjnego Komitetu Centralnego WKP(b). W pewnym czasie był też osobistym sekretarzem Karola Radka. Od sierpnia 1935 r. był zastępcą szefa 2 Oddziału Razwiedupra. Pod koniec listopada tego roku awansował na komisarza dywizyjnego. W maju 1936 r. skierowano go do Chin jako rezydenta Razwiedupra. Działał pod przykryciem zastępcy kierownika oddziału TASS w Szanghaju pod fałszywym nazwiskiem „Lidow”. Po odesłaniu do Moskwy został w poł. lipca 1937 r. aresztowany przez NKWD. Po procesie skazano go na karę śmierci wykonaną przez rozstrzelanie 25 sierpnia tego roku.